# مهرجان
مهرجان، روستایی از توابع بخش مرکزی شهرستان خور و بیابانک در استان اصفهان ایران است.
این روستا شرقی ترین نقطه استان اصفهان از لحاظ مختصات جغرافیایی و مسکونی بودن است.

## جمعیت
این روستا در دهستان نخلستان قرار دارد و دارای ده هزارنفر جمعیت است که در ایام محرم و اعیاد جمعیت ان ب بیش از۴۰هزار نفر می رسد.

## تاریخ
یاقوت حموی در معجم‌البلدان از مهرجان نام می‌برد و می‌گوید:
"مهرجان بین راه اصفهان به طبس قرار دارد و دهی بزرگ است.
از گفته یاقوت چنین بر می‌آید که در قرن هفتم هجری این روستا به دلایلی که بر ما معلوم نیست ویران بوده است. هم‌اکنون آثار این ویرانی‌ها را به صورت تل‌های خاک در اطراف مهرجان توان دید. در کنار این خرابه‌ها دیهی به نام «ده نو» به حیات خویش ادامه می‌دهد و بی‌شک ده‌نو بر ویرانه‌های ده قدیمی بنا گردیده است. قدیمی‌ترین سنگ‌نبشته‌های مهرجان به قرن هشتم و نهم هجری تعلق دارد.

### وجه تسمیه
در خور آن را با همان نام باستانی، مهرگان و "مهرگون" خوانند. گویند ایرج و مهرج دو برادر بودند. ایراج روستای ارابه (ایراج) را بنیاد نهاد و مهرج روستای مهرجان را. چون کاریز مهرجان کم‌آب بود مهرج از برادر خواست تا شب‌هنگام آب ایراج به مهرجان برود. ایرج پذیرفت. دو برادر جویی کندند و با ساروج و سنگ استوار ساختند و آب ایراج در این جوی به سوی مهرجان روان گردید. آثار این جوی بین دو روستا که بیش از سه فرسنگ با هم فاصله دارند اکنون بر جای است.

## آثار تاریخی[۳]

#### قلعه
قلعه مهرجان که قسمت اعظم آن را سیلاب ویران کرده از قلاع قدیمی بخش است. پیرامون قلعه خندقی بوده که اکنون از گل و لای انباشته شده است.

#### گنبد شمس‌الدّین
یکی از زیارتگاههای اهالی مهرجان است. این بنا متعلق به قرن هشتم هجری و مقبره عارف و صوفی بیابانکی شمس‌الدین حاجی محمدشاه است. بر مزارش ضریحی چوبین دیده می‌شود و از نوشته سنگ قبر آن معلوم می‌شود که این عارف به شهادت رسیده است.

#### مزرعه دهنو
در شرق روستاست و در اطراف آن ویرانه‌هایی به صورت تپه‌های مصنوعی دیده می‌شود. مسلماً روزگاری این محل روستایی آباد بوده که در اثر عواملی که بر ما معلوم نیست (مانند سیل، زلزله، جنگ و ...) ویران شده است. 

#### مزار خواجه جمال‌الدّین
جای مقبره خواجه جمال‌الدین به درستی معلوم نیست، اما سنگ قبر مرمرینی در کنار یکی از ستون‌های مسجد جامع مهرجان در این باره دیده می‌شود که متعلق به قرن نهم هجری است.
افزون بر این در دهکده شمس‌آباد مهرجان ویرانه‌های یک قلعه و چند واحد مسکونی دیده می‌شود.

## اقتصاد
اقتصاد روستا در گذشته بر پایه ابریشم‌تابی سنتی، نخل‌داری و گوسفند داری و شترداری استوار بوده است و هم‌اکنون 80 درصد اهالی از صنعت قالی‌بافی و ابریشم‌تابی تأمین می‌شود.

## وضعیت کالبدی
مهرجان از مجموع چند دهکده به نامهای شمس‌آباد، شُکرآباد، مزرعه حاجی، جلالیه و ده‌نو شکل گرفته و از قرن هفتم هجری رو به ویرانی رفته است که آثار آنها را توان دید. بافت قدیمی مهرجان متشکل از ساباط‌ها و کوچه‌های تنگ و پیچ‌درپیچ است.
مهرجان دارای بزرگترین نخلستان استان اصفهان است.
خرمای قصبش نمونه در جهان
دهستان نخلستان مهرجان...

ویرایش شده توسط:میلاد بابائیان ابان 1402.